# Juegos troyanos
Se llaman juegos troyanos a los juegos que se celebraban en Roma en el Circo. 
Los jóvenes de primera distinción corrían a caballo divididos en escuadrones figurando un simulacro. Los estableció en Sicilia Eneas o su hijo Ascanio, en memoria de Anchises. Sila los hizo celebrar durante su dictadura, Augusto los volvịó a renovar y se celebraron por largo tiempo. El princeps juventutis, caudillo o jefe de los juegos era un hijo del senador o el heredero presunto de la corona.